# Bironium rufulum
Espèce
Bironium rufulum est une espèce de coléoptères de la famille des Staphylinidae et de la sous-famille des Scaphidiinae.

## Répartition et habitat
Cette espèce est décrite de la province de Papouasie occidentale, en Indonésie.

## Systématique
Le nom valide complet (avec auteur) de ce taxon est Bironium rufulum Löbl, 2021.

## Étymologie
Son épithète spécifique dérive du latin rufus, « roux », et fait référence à la coloration de sa tête, de son thorax, de ses élytres et de ses pattes.

## Publication originale
- (en) Ivan Löbl, « A review of the Bironium Csiki, 1909 (Coleoptera: Staphylinidae: Scaphidiinae) of New Guinea and the Moluccas », Acta Musei Moraviae, Scientiae Biologicae, vol. 106, no 2,‎ 2021, p. 227-248 (ISSN 1211-8788, lire en ligne).